# Das ist das Ende
Das ist das Ende (Originaltitel: This Is the End) ist eine US-amerikanische Fantasy-Filmkomödie. Sie basiert auf dem Kurzfilm Jay and Seth versus the Apocalypse, den Jason Stone, Seth Rogen und Evan Goldberg bereits 2007 realisierten. Die Hauptdarsteller des Films sind Seth Rogen, James Franco, Jonah Hill, Jay Baruchel, Danny McBride und Craig Robinson, die in fiktiven Rollen sich selbst spielen.

## Handlung
Jay Baruchel reist nach Los Angeles, um seinen alten Freund und Schauspielkollegen Seth Rogen zu besuchen. Rogen überredet Baruchel, auf die Party von James Franco zu gehen, wo sich unter anderem Aziz Ansari, Michael Cera, Evan Goldberg, Kevin Hart, Jonah Hill, Mindy Kaling, David Krumholtz, Danny McBride, Christopher Mintz-Plasse, Jason Segel, Rihanna, Craig Robinson, Paul Rudd, Martin Starr, Channing Tatum und Emma Watson befinden. Seth und Jonah versuchen Jay mit in die Gruppe einzubeziehen, doch dieser fühlt sich nicht wirklich wohl. Er geht mit Rogen in einen nahe gelegenen Laden, um Zigaretten zu kaufen.
In dem Laden bebt plötzlich die Erde, und einige Menschen werden durch einen blauen Lichtstrahl nach oben gezogen, während andere durch die Folgen der Naturgewalt umkommen. Rogen und Baruchel laufen verängstigt aus dem Laden und durch ein Massenchaos zurück zu Francos Party, wo niemand etwas von dem Chaos bemerkt hat. Als ein Erdbeben Francos Haus erschüttert, laufen die Gäste panisch nach draußen, wo sie die brennenden Hollywood Hills sehen. Auf einmal öffnet sich ein riesiger Abgrund in der Erde, und ein Großteil der Partygäste fällt hinein oder stirbt bei der Massenpanik. Rogen, Baruchel, Franco, Hill und Robinson verschanzen sich im Haus, um dort auszuharren, bis Rettung eintrifft.
Am nächsten Morgen wacht Danny McBride, der sich uneingeladen auf die Party geschlichen hatte, als Erster auf. Er hat von den Geschehnissen nichts mitbekommen und bereitet aus dem Großteil der Nahrungsmittel ein üppiges Frühstück vor. Die Erzählungen der anderen hält er für einen Scherz, bis ein fremder Mann um Hilfe bittet, dem jedoch der Kopf abgetrennt wird. Die Gruppe vertreibt sich die Zeit mit Drogen und einem selbst gedrehten Film. Innerhalb der Gruppe kommt es immer wieder zu Konflikten und auch die Freundschaft zwischen Baruchel und Rogen gerät ins Wanken. Baruchel denkt im Gegensatz zu den Anderen, die Geschehnisse draußen seien die biblische Apokalypse.
Zufällig dringt Emma Watson in das vermeintlich verlassene Haus ein. Die Gruppe nimmt sie auf und bietet ihr einen Schlafplatz an, um sich auszuruhen. Eine Diskussion der Gruppe, die vor ihrem Zimmer stattfindet, hält Watson fälschlicherweise für die Planung einer Vergewaltigung, woraufhin sie die Männer mit ihrer Axt bedroht. Sie zwingt die anderen, ihr das Wasser zu überlassen und flieht.
Als das Wasser ausgeht, losen die Schauspieler aus, wer um das Haus geht, um neues aus dem Keller zu holen. Robinson zieht den Kürzeren, kommt jedoch mit leeren Händen zurück, da die Kellertür klemmt und ein Monster ihn angreift. Schließlich graben sie sich durch den Boden und gelangen zu den Kanistern im Keller. Doch McBride verschwendet das meiste davon, sodass die anderen ihn aus dem Haus werfen.
Jonah betet abends zu Gott, dass er Jay sterben lasse, weil dieser nicht in die Gruppe passe. In der Nacht wird er jedoch von einem Dämon vergewaltigt und ist nun von diesem besessen. Die anderen Freunde können ihn überwältigen und ans Bett fesseln.
Robinson erzählt Jay von dem Monster und dass er nun ebenfalls von einer Apokalypse ausgehe. Als die Lebensmittel knapp werden, durchsuchen sie das Nachbarhaus. Dort greift ein dämonisches Monster die beiden an. Robinson und Baruchel entkommen knapp und kehren in Francos Haus zurück. Gemeinsam versuchen sie den von einem Dämonen besessenen Hill zu exorzieren. Dabei geraten erst Hill und dann das Haus in Brand, so dass die Gruppe es verlassen muss. Draußen werden sie von einem riesigen Dämon angegriffen. Robinson will sich für die Gruppe opfern, damit die anderen fliehen können. Unerwartet wird er jedoch durch einen blauen Lichtstrahl vom Himmel gerettet. Der Rest der Gruppe flieht, trifft jedoch McBride wieder, der inzwischen eine Horde von Kannibalen anführt. Nun will auch Franco sich opfern, damit er, wie Robinson, in den Himmel kommt. Der Plan geht auf und ein Lichtstrahl zieht Franco hoch. Doch als er die Kannibalen höhnisch beschimpft, erlischt das Licht, und die Kannibalen fressen ihn lebendig.
Rogen und Baruchel entkommen den Kannibalen, treffen aber gleich auf Satan persönlich. Den Tod vor Augen, beteuern sie ihre Freundschaft. Dadurch erscheint über Baruchel ein blauer Lichtstrahl und reißt ihn in den Himmel, und Rogen hält sich an ihm fest. Auf halbem Weg scheint die Kraft des Strahls nicht für beide auszureichen und sie drohen, in den Rachen Satans zu fallen. Rogen lässt los, da sonst beide sterben würden. Für dieses Opfer erscheint auch für ihn ein blauer Lichtstrahl, der schließlich auch Satan trifft und ihn entmannt.
Im Himmel treffen die beiden Robinson wieder, der jetzt ein Engel ist. Er erklärt ihnen, dass im Paradies jeder Wunsch wahr wird. Während Seth sich einen Segway herbeiwünscht, tut Baruchel selbiges mit den Backstreet Boys. Der Film endet mit einer himmlischen Party, auf der die Band den Song Everybody (Backstreet’s Back) singt.

## Produktion
Seth Rogen und Evan Goldberg gaben auf Reddit bekannt, dass sie schon immer einen Film drehen wollten, in dem Schauspieler sich selbst spielen und etwas Außergewöhnliches geschieht. Der Film basiert außerdem auf dem Kurzfilm Jay and Seth versus the Apocalypse, der 2007 von Jason Stone, Seth Rogen und Evan Goldberg realisiert wurde.
In einem Interview im Guardian erzählte Evan Goldberg (Drehbuch und Co-Director), dass Being John Malkovich großen Einfluss auf den Film hatte. Außerdem seien er und Seth Rogen große Fans der Larry Sanders Show, in der sich Prominente gleichfalls oft selbst spielen.
Während der Produktion hieß der Film The Apocalypse, später wurde er in The End of the World umbenannt, da 20th Century Fox die Rechte des Titels The Apocalypse besitzt. Im Dezember 2012 gab Seth Rogen via Twitter bekannt, dass The End of The World endgültig in This is the End (deutsch: Das ist das Ende) umbenannt wurde.

### Synchronisation
Die deutschsprachige Synchronisation wurde von Berliner Synchron nach einem Dialogbuch von Tobias Müller und Oliver Müller unter der Regie von Robin Kahnmeyer vorgenommen.
| Rolle                    | Schauspieler             | Synchronsprecher     |
| ------------------------ | ------------------------ | -------------------- |
| Seth Rogen               | Seth Rogen               | Tobias Kluckert      |
| Jay Baruchel             | Jay Baruchel             | Konrad Bösherz       |
| James Franco             | James Franco             | Kim Hasper           |
| Craig Robinson           | Craig Robinson           | Matti Klemm          |
| Jonah Hill               | Jonah Hill               | Tobias Müller        |
| Danny McBride            | Danny McBride            | Michael Iwannek      |
| Emma Watson              | Emma Watson              | Gabrielle Pietermann |
| Michael Cera             | Michael Cera             | Nicolás Artajo       |
| Rihanna                  | Rihanna                  | Anja Stadlober       |
| Jason Segel              | Jason Segel              | Dennis Schmidt-Foß   |
| David Krumholtz          | David Krumholtz          | Karlo Hackenberger   |
| Paul Rudd                | Paul Rudd                | Norman Matt          |
| Mindy Kaling             | Mindy Kaling             | Nadine Leopold       |
| Martin Starr             | Martin Starr             | Thomas Schmuckert    |
| Kevin Hart               | Kevin Hart               | Sebastian Schulz     |
| Christopher Mintz-Plasse | Christopher Mintz-Plasse | Fabian Hollwitz      |
| Aziz Ansari              | Aziz Ansari              | Julius Jellinek      |
| Evan Goldberg            | Evan Goldberg            |                      |
| Channing Tatum           | Channing Tatum           | Daniel Fehlow        |
| Kopfloser Mann           | Brian Huskey             | Bernd Vollbrecht     |
| Backstreet Boys          | Backstreet Boys          |                      |

### Veröffentlichung
Der Film kam am 12. Juni 2013 in die US-amerikanischen Kinos, in Deutschland lief er ab dem 8. August 2013, in der deutschsprachigen Schweiz ab dem 11. September 2013 und in Österreich ab dem 11. Oktober 2013.

## Rezeption

### Erfolg
Das ist das Ende schaffte es am Eröffnungswochenende mit einem Einspielergebnis von über 20,7 Millionen US-Dollar auf Platz zwei hinter Man of Steel. Seit seinem Kinostart hat der Film in den USA rund 101 Millionen US-Dollar eingespielt. Weltweit sind es 126 Millionen US-Dollar. Das entspricht dem Vierfachen des Produktionsbudgets von 32 Millionen US-Dollar.

### Kritiken
Michael Kienzl schreibt auf critic.de, der Film „will nicht mehr sein als ein albernes Party Movie“, der „zugleich eine überdrehte Celebrity-Seifenoper mit gut geschmierter Situationskomik, ein Splatterfest und eine Hommage an die Niederungen der amerikanischen Popkultur“ ist. Besonders sein „pubertär anarchischer Charme“ mache ihn für die Zuschauer sympathisch.
Auf Serienjunkies.de hebt Thomas Zimmer die kaum zu übertreffende Banalität hervor. Doch „die Chemie zwischen den Schauspielern […] passt allerdings dermaßen gut, dass aus der Bedeutungslosigkeit […] tatsächlicher Witz entsteht“. So habe die Truppe in Sachen komödiantisches Timing „Kollegen wie Adam Sandler, Kevin James und Co. […] meilenweit abgehängt“.